# Fay Wray
Fay Wray (født 15. september 1907, død 8. august 2004) var en amerikansk skuespillerinde. Hun var mest berømt for at have spillet Ann Darrow i den oprindelige King Kong-film.